# Clayton Fettell
Clayton James Fettell (* 29. Mai 1986 in Wollongong) ist ein ehemaliger Triathlet aus Australien, der heute als Coach tätig ist.

## Werdegang
Clayton Fettell war als schneller Schwimmer bekannt. 2006 wurde er Zehnter bei der Aquathlon-Weltmeisterschaft in Lausanne. Bei der Weltmeisterschaft auf der Triathlon-Langdistanz wurde er 2009 in Perth Zehnter. Er wurde trainiert von Grant Giles und seit 2016 von Cameron Watt.
Clayton Fettell startet vorwiegend bei Rennen auf der Mitteldistanz und seit 2011 auch auf der Langdistanz (3,86 km Schwimmen, 180,2 km Radfahren und 42,195 km Laufen). Im Mai 2017 wurde er wie auch schon im Vorjahr Dritter beim Ironman Australia.
Er erklärte 2017 seine aktive Zeit für beendet und ist seitdem im Team von Clayton Fettell Racing als Coach tätig.

### Privates
Clayton Fettell ist seit Dezember 2015 verheiratet und lebt mit seiner Frau  und ihren beiden gemeinsamen Söhnen und einer Tochter (* 2020) in East Ballina.

## Sportliche Erfolge
| Datum/Jahr    | Rang | Wettbewerb                      | Austragungsort   | Zeit     | Bemerkung                                            |
| ------------- | ---- | ------------------------------- | ---------------- | -------- | ---------------------------------------------------- |
| 7. Sep. 2014  | 31   | Ironman 70.3 World Championship | Mont-Tremblant   | 04:00:31 |                                                      |
| 31. Aug. 2014 | 25   | Hy-Vee Triathlon 5150           | Des Moines       | 01:52:03 | U.S. Championships                                   |
| 8. Juni 2014  | 3    | Ironman 70.3 Cairns             | Cairns           |          |                                                      |
| 15. Sep. 2013 | 2    | Ironman 70.3 Sunshine Coast     | Sunshine Coast   | 03:47:08 | Zweiter bei der Erstaustragung in Queensland         |
| 27. Okt. 2012 | 1    | Ironman 70.3 Port Macquarie     | Port Macquarie   | 03:50:15 |                                                      |
| 10. Juni 2012 | 1    | Ironman 70.3 Kansas             | Lawrence         | 03:56:59 |                                                      |
| 3. Juni 2012  | 1    | Ironman 70.3 Mooseman           | Newfound         |          |                                                      |
| 5. Nov. 2011  | 1    | Ironman 70.3 Port Macquarie     | Port Macquarie   | 03:53:29 | [ 3 ]                                                |
| 30. Okt. 2011 | 4    | Noosa Triathlon                 | Noosa            | 01:47:49 | [ 4 ]                                                |
| 30. Apr. 2011 | 2    | Wildflower Triathlon            | Lake San Antonio |          | 1,9 km Schwimmen, 90 km Radfahren und 21,1 km Laufen |
| 1. Nov. 2009  | 4    | Noosa Triathlon                 | Noosa            |          |                                                      |
| 14. Juni 2009 | 6    | Escape from Alcatraz Triathlon  | San Francisco    |          |                                                      |

| Datum/Jahr    | Rang | Wettbewerb                                      | Austragungsort | Zeit     | Bemerkung |
| ------------- | ---- | ----------------------------------------------- | -------------- | -------- | --- |
| 7. Mai 2017   | 3    | Ironman Australia                               | Port Macquarie | 08:30:03 | |
| 1. Mai 2016   | 3    | Ironman Australia                               | Port Macquarie | 08:23:21 | |
| 25. März 2012 | DNF  | Ironman Melbourne                               | Melbourne      | –        | Bei der Erstaustragung war Fettell nach dem Schwimmen der schnellste Athlet – konnte das Rennen aber nicht beenden. |
| 4. Dez. 2011  | 2    | Ironman Western Australia                       | Busselton      | 08:19:2  | |
| 5. Juni 2011  | 5    | Challenge Cairns                                | Cairns         | 08:36:14 | erster Start auf der Langdistanz                                                                                    |
| 25. Okt. 2009 | 10   | ITU Long Distance Triathlon World Championships | Perth          | 03:56:56 | Langdistanz-Weltmeisterschaft                                                                                       |

| Datum/Jahr    | Rang | Wettbewerb                        | Austragungsort | Zeit     | Bemerkung                                            |
| ------------- | ---- | --------------------------------- | -------------- | -------- | ---------------------------------------------------- |
| 30. Aug. 2006 | 10   | ITU Aquathlon World Championships | Lausanne       | 00:29:17 | Aquathlon-Weltmeisterschaft; hinter Richard Stannard |

(DNF – Did Not Finish)